# Coptottigia
Coptottigia is een geslacht van rechtvleugeligen uit de familie doornsprinkhanen (Tetrigidae). De wetenschappelijke naam van dit geslacht is voor het eerst geldig gepubliceerd in 1912 door Bolívar.

## Soorten
Het geslacht Coptottigia  is monotypisch en omvat slechts de volgende soort:
- Coptottigia cristata (Bolívar, 1912)